# Неисправимый
«Неисправимый» (фр. L' Incorrigible) — французская кинокомедия режиссёра Филиппа де Брока с участием Жан-Поля Бельмондо, вышедшая на экраны в 1975 году.

## Сюжет
Едва успев выйти из тюрьмы после трёхмесячного заключения, мошенник Виктор Вотье (Жан-Поль Бельмондо) вместе со своим другом Раулем отправляется на дело: он намеревается в четырнадцатый раз продать дорогую квартиру, принадлежащую его бывшей возлюбленной Элен (Жермен Лефевр). Он назначает встречу покупателю, американскому политику, и сообщает Элен, что в её загородном доме наводнение, и что она срочно должна туда приехать. После чего два друга едут на встречу с американцем, на глазах у оторопевшего слуги Элен показывают ему квартиру и, получив крупную предоплату, смываются. В тот же день у Виктора наклёвывается ещё одно выгодное дельце — продажа чужой яхты одному простаку. Он с лёгкостью проворачивает его, да к тому же заводит интрижку с женой покупателя, который застаёт их вместе в собственной квартире. Виктор бежит от обманутого мужа через весь Париж, даже не успев одеться, к своему другу Камилу (Жюльен Гийомар). Камил — философствующий немолодой человек с сомнительным прошлым, живущий в жилом вагоне в пригороде Парижа. Его жизнь остановилась в тот момент, когда его жена изменила ему. Единственным счастливым отрезком его жизни был медовый месяц, проведённый на острове Мон-Сен-Мишель, и он продолжает счастливо жить только в своих воспоминаниях об этих днях. Но с тех пор вода вокруг острова обмелела, и через некоторое время остров должен слиться с материком. Для Камила это было бы катастрофой, и мечтой его жизни становится построить плотину, чтобы предотвратить обмеление. Но на это нужны огромные средства, которых он не имеет, и всё, что ему остаётся, это рассуждать о тщетности всего сущего.
Добравшись к утру до Камила, Виктор узнаёт, что им должен заняться психолог из отдела помощи отбывшим заключение, который явится с минуты на минуту. Психологом оказывается молодая очаровательная девушка по имени Мари-Шарлотт, перед которой друзья долго ломают комедию, выдавая Виктора за безобидного чудаковатого цветочника, сына цветочника и цветочницы. Но уже через несколько часов Виктор должен быть в ресторане на встрече с высокопоставленными чиновниками из одной африканской страны. Ему предстоит заключить с ними сделку на поставку военных самолётов. Недолго думая, он приглашает психолога с собой, получив согласие, облачается в элегантный костюм и, усадив удивлённую такой переменой девушку в шикарный кабриолет, отправляется на встречу с африканцами.
Мчась по мокрым улицам, Виктор рассказывает, что его отец был известным гонщиком. В ресторане Виктора приветствуют многочисленные знакомые, называющие его то Максом, то Анри, то Лулу, то доктором… За обедом психолог пытается выяснить, что же из себя представляет её подопечный, и слышит от него историю о его тяжёлом детстве, отце-алкоголике, матери, изнурённой стирками, собирающей хворост в заснеженном лесу, и он, маленький Виктор, цепляющийся за её лохмотья. Он помнит её, как сейчас, спускающейся по парадной лестнице в боа из павлиньих перьев… Через какое-то время девушка понимает, что имеет дело с очень тяжёлым случаем и узнать правду об этом человеке будет непросто. А в соседнем ресторане его уже ждут клиенты, к которым он направляется, наклеив усы и нацепив орден Почётного легиона. Портье ресторана, знающий Виктора как адвоката, просит его помочь его сестре, муж которой, отец её двоих детей, на старости лет поменял сексуальную ориентацию, покупает женское бельё и заводит любовников. Виктор, узнав в каком ночном клубе старый развратник встречается со своими дружками, просит портье быть там с фотоаппаратом вечером этого же дня.
Несколькими часами позже Виктор отправляется с Мари-Шарлотт на оперный концерт. В солистке, известной приме Татьяне Негулеску, он узнаёт свою бывшую любовницу и вынужден назначить ей встречу в том же ночном клубе, где у него этой ночью запланирована секретная акция. Проводив Мари-Шарлотт после концерта домой, он переодевается в трансвестита и отправляется в злачное место разоблачать неверного мужа. Но их план проваливается из-за полицейской облавы. Проведя ночь в полицейском участке, Виктор возвращается домой. Днём он должен явиться к Мари-Шарлотт в кабинет на беседу. Она, тщательно изучив его биографию, нашла в ней один пробел — промежуток между 12 и 16 годами — и пытается выяснить, чем занимался Виктор в эти годы. В ответ он приводит её в цыганский табор, где ей рассказывают выдуманную им же историю о бедном подростке, подобранном и воспитанном цыганами. Растроганная Мари-Шарлотт хочет сделать подарок своим новым знакомым и приглашает их к себе домой, где их ждёт сюрприз. Живёт она в музее Санлис, хранителем которого является её отец. Приведя табор в музей и отключив сигнализацию, она показывает им триптих «Страсти Христовы» кисти Эль Греко.
Наутро Виктор рассказывает об этом Камилу, и тот непривычно оживляется. В его голове моментально возникает дерзкий план: похитить бесценный шедевр и, потребовав у властей за его возвращение крупную сумму, построить наконец плотину и спасти Мон-Сен-Мишель — остров своей любви. Друзья тут же приступают к его реализации.

## Награды
- 1978: Премия «Золотой экран», Германия